# 浅川站
淺川站（日语：／ Asakawa eki */?）是一位於日本德島縣海部郡海陽町淺川第一、隸屬於四國旅客鐵道（JR四國）的鐵路車站。車站編號為M26。

## 車站結構
本站為簡易車站，不設有站舍。車站出入口位於國道55號“土佐濱街道”旁，入口旁設有以混凝土建成的涼亭及洗手間，並以較長的斜道連接至月台，而月台中央位置上亦設置了有蓋候車亭。
只設有側式月台1個，列車不能交換軌道。有效長度為3輛。列車靠站時，往海部方向為左邊車門下車，往牟岐方向則以右邊車門下車。

### 月台配置
| 路線    | 方向     | 目的地                         |
| ------- | -------- | ------------------------------ |
| ■牟岐線 | （上行） | 牟岐、德島、板野、阿波池田方向 |
| ■牟岐線 | （下行） | 阿波海南方向                   |

## 歷史
- 1973年10月1日：隨國鐵牟岐線延伸至海部站時開業。
- 1987年4月1日: 日本國鐵分割民營化，車站的營運由JR四國繼承。

## 相鄰車站
四國旅客鐵道（JR四國）
■牟岐線
■普通
鯖瀨（M25）－淺川（M26）－阿波海南（M27）

## 外部連結
- JR四國淺川站 （页面存档备份，存于）